# 스콜라스틱

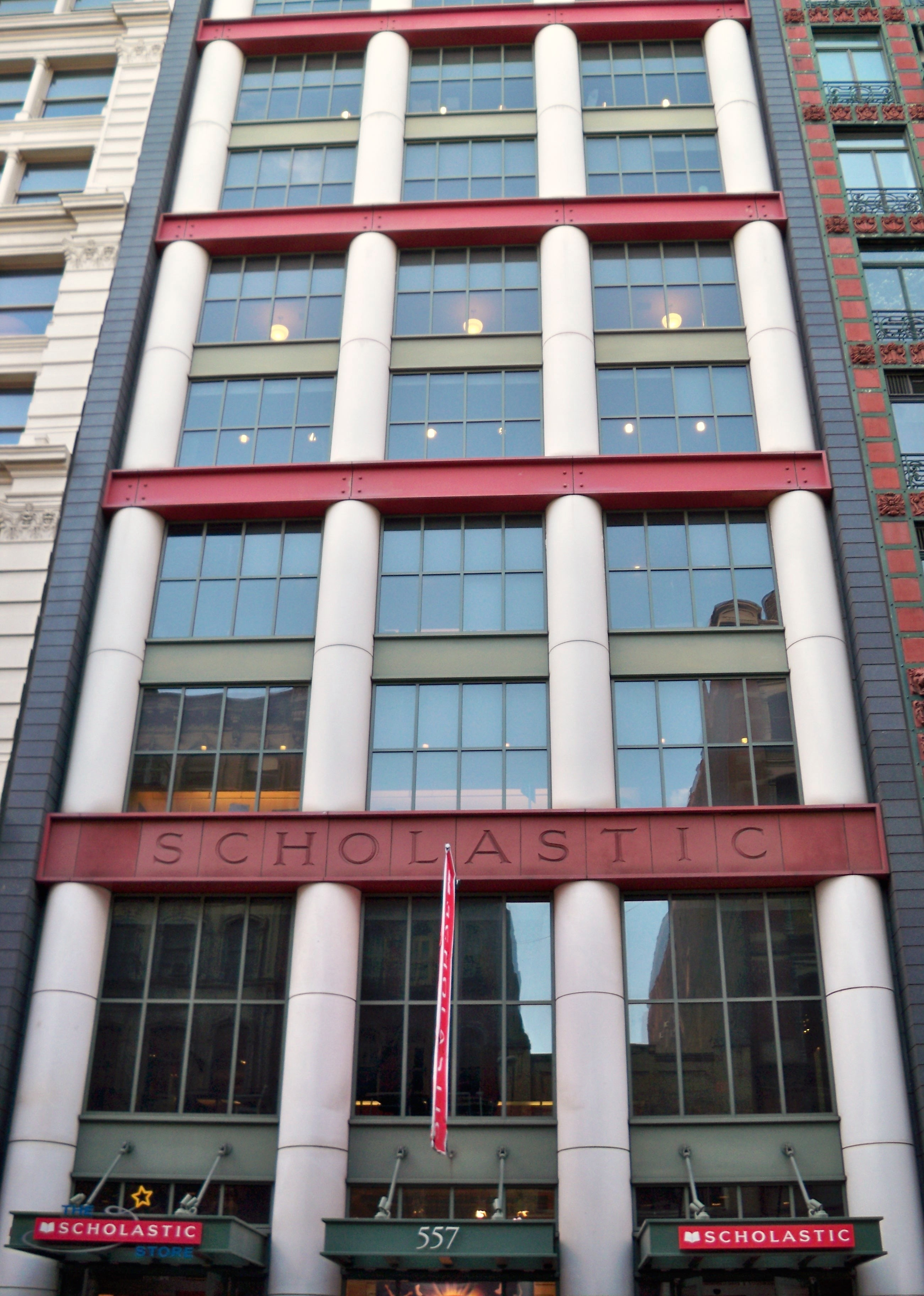

스콜라스틱(Scholastic Corporation, 나스닥: SCHL)은 미국 뉴욕주 뉴욕에 있는 대형 출판사이다.
1925년 M. R. "로비" 로빈슨이 펜실베이니아주 피츠버그에서 설립하였으며, 1957년에는 캐나다 토론토에 해외 자회사를 처음 세웠다. 현재 미국 뿐만 아니라, 홍콩, 오클랜드, 뉴델리, 부에노스 아이레스, 멕시코 시티, 런던, 시드니에도 지사가 있다.
스콜라스틱은 주로 교육용 서적을 출판한다. 많이 알려진 책 중에서는 The Secrets of Droon, Junie B. Jones, Magic Tree House (마법의 시간 여행), Harry Potter (해리포터) 등등이 있다.

## SRC!
일부 스콜라스틱 책들에 대한 독서퀴즈로 영어Scholastic Reading Counts!의 약자이다.
(참고- 스콜라스틱(영어: Scholastic 스컬래스틱[*])은 영어로 '학업의'라는 뜻이다. )